# الدعارة في فرنسا

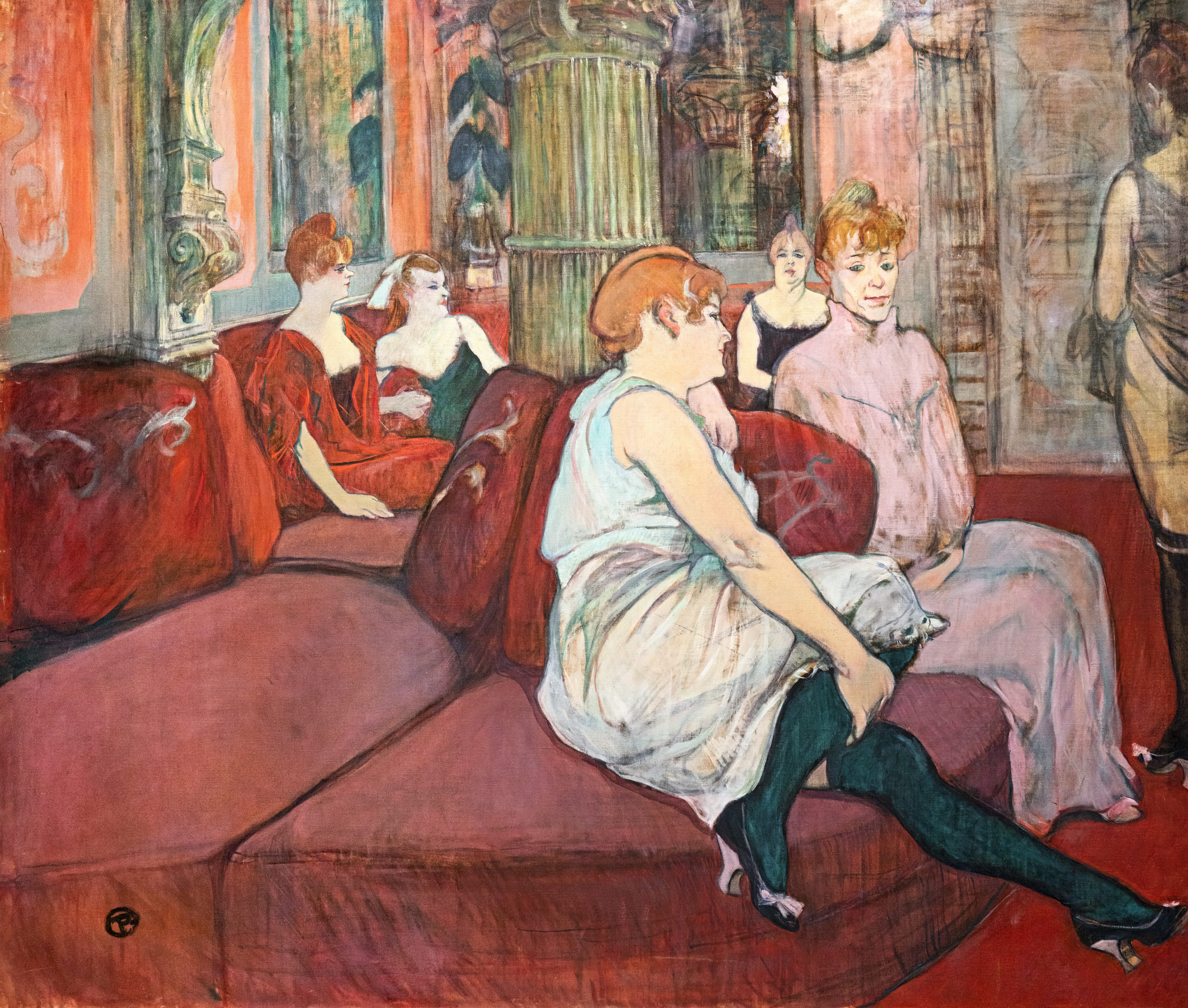
مجموعة من النساء(بإعات الهوى) بانتظار الزبائن

كانت الدعارة في فرنسا (تبادل الأفعال الجنسية مقابل المال) قانونية حتى أبريل عام 2016، لكن العديد من النشاطات المحيطة بها كانت غير قانونية مثل تشغيل بيت الدعارة، والقوادة والدفع مقابل ممارسة الجنس مع شخص تحت سن الثامنة عشر (سن الموافقة على ممارسة الجنس هو 15 عامًا).
صوتت الجمعية الوطنية الفرنسية، بتاريخ 6 أبريل عام 2016، على معاقبة زبائن الدعارة بغرامة قدرها 1500 يورو.
أصبحت فرنسا في العصر النابليوني نموذجًا للنهج التنظيمي في التعامل مع الدعارة. لكن تحولًا واضحًا في السياسة حدث في القرن العشرين. أصبحت بيوت الدعارة غير قانونية في عام 1946، ووقعت فرنسا معاهدة لقمع الاتجار بالأشخاص واستغلال دعارة الآخرين في عام 1960. أصبحت فرنسا بالتالي داعمًا كبيرًا لحركة الإلغاء الدولية للقضاء على الدعارة.

## تاريخها
تاريخ الدعارة في فرنسا مشابه لتاريخها في البلدان الأوروبية الأخرى، مع فترات متناوبة بين التسامح والقمع، لكنه يتسم بطول الزمن الذي كان يتم خلاله التسامح مع بيوت الدعارة. لم تكن الداعرات مهمشات، إنما اندمجن بالمجتمع حيث كان لهن دورهن الخاص. تتواطأ في القصص (التي تكون ماجنة غالبًا) الداعرات مع نساء أخريات للانتقام من الرجال. كانت كاتدرائية شارتر الكبرى تمتلك نافذة (الابن الضال) وهبتها العاهرات بالطريقة نفسها التي وُهبت فيها النوافذ الأخرى من مختلف النقابات التجارية (النوافذ التجارية).

### الفترة الأولى
يعد ملك القوط الغربيين ألاريك الثاني الذي حكم بين (485- 507 م) هو أول حاكم فرنسي يتابع الدعارة بعد حقبة الحكم الروماني.

### العصور الوسطى
كانت مختلف السلطات خلال العصور الوسطى، المدنية منها والنبيلة، تشرف على الدعارة وتعتبرها مؤسسة. كان التنظيم على مستوى البلديات إلى حد كبير، مما حد من نشاطاتها في شوارع محددة، والسفر والعلاقات المتبادلة واللباس المميز المطلوب (الأحزمة الذهبية) وساعات افتتاح بيوت الدعارة (10-6، أو 10-8 في باريس).
كان شارلمان (768-814 م) من ضمن هؤلاء الحكام الذين حاولوا قمع الدعارة، وأعلن عن عقوبة الجلد (300 جلدة) في قوانينه. كان ذلك موجهًا بشكل أساسي إلى عامة الشعب، ذلك لأن الحريم والمحظيات كانوا شائعين بين الطبقات الحاكمة. هناك فكرة عن مدى الجدية التي تعاملت فيها الدولة مع هذه الجريمة وهي مدعمة بحقيقة أن 300 جلدة هي أقصى عقوبة ينص عليها قانون الملك ألاريك. كان يتم أيضًا قص شعر المجرمين وفي حالة تكرار الجرم، يمكن أن يتم بيعهم كعبيد. لا يوجد أي دليل على أن أي من هذا كان فعالًا. أنشئت في عهد فيليب الثاني (1180-1223)، ميليشيا خارجة عن القانون، سميت ريبو، في عام 1189 من أجل ضبط الدعارة والمقامرة، وترأسها روا دي ريبو، لكن فيليب الرابع ألغاها (1285-1314) بسبب فجورهم.

#### القديس لويس التاسع (1226-1270)
حاول لويس التاسع (1226-1270)، في الفترة الانتقالية، منع الدعارة في ديسمبر عام 1954، وكان هناك عواقب اجتماعية وخيمة واحتجاجات واسعة النطاق. قضى القرار الذي سنه بطرد جميع «نساء الحياة الشريرة» من المملكة ومصادرة ممتلكاتهن، ولكن ذلك دفع التجارة ببساطة إلى العمل بشكل سري. أُجبر في النهاية على إلغاء القرار بحلول عام 1256. رغم مناهضته المستمرة للنساء «الحرات بأجسادهن والداعرات الأخريات المنتشرات»، فإنه أقر برغبته البراغماتية بإسكانهن بعيدًا عن الشوارع المحترمة والمؤسسات الدينية، وألزمهن بالتالي بالإقامة خارج حدود أسوار المدينة. أكد على رغبته في التخلص من الدعارة في رسالة عام 1269 إلى الأوصياء على الحكم، عند انطلاقه إلى الحملة الصليبية الثامنة، وأشار فيها إلى ضرورة استئصال الشر من جذوره وفروعه. كانت عقوبة المخالفة دفع غرامة 8 سو واحتمال السجن في قلعة شاتولي. حدد تسعة شوارع يسمح فيها بالدعارة في باريس، ثلاثة منها تقع في ما يسمى بشكل ساخر حي بوبورغ (الحي الجميل) (شارع لا هوشيت، وشارع فروامون، وشارع رينارد سان ميري، وشارع تاي بان، وشارع بريسميش، وشارع شامب-فلوري، وشارع تراس بوتان، وشارع غارت-كول وشارع تير بوتان).